# آلانا اسمیت
آلانا اسمیت (انگلیسی: Alanna Smith؛ زادهٔ ۱۰ سپتامبر ۱۹۹۶) بازیکن بسکتبال زن اهل استرالیا است.
وی در مسابقات کشوری و بین‌المللی در مجموع برندهٔ ۲ مدال نقره، ۱ مدال برنز شده است.

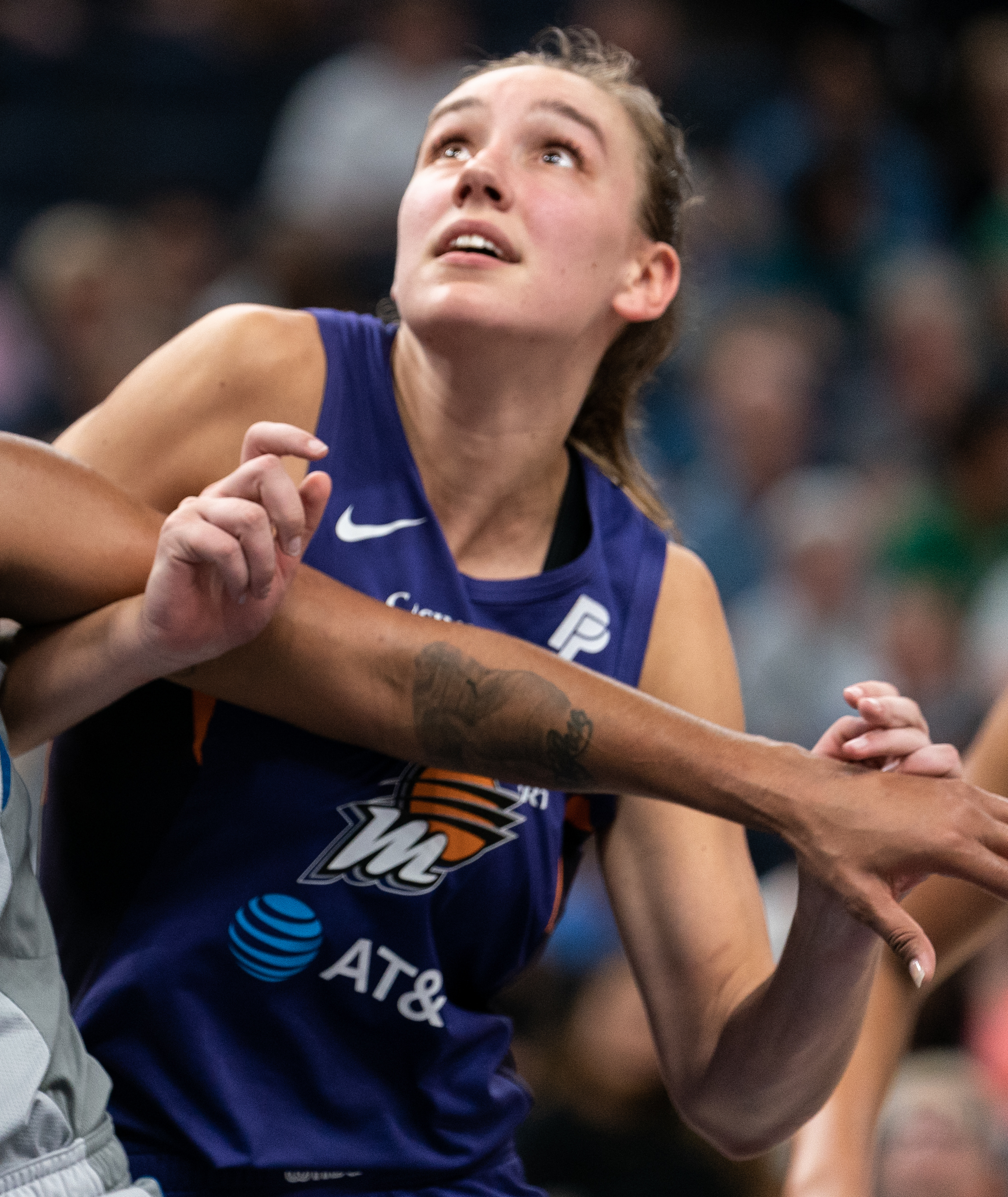
آلانا در حال بازی